# Kazimierz Barburski
Kazimierz Zygfryd Barburski (Łódź, 7 de agosto de 1942-Łódź, 26 de mayo de 2016) fue un deportista polaco que compitió en esgrima, especialista en la modalidad de espada.
Participó en dos Juegos Olímpicos de Verano en los años 1968 y 1972, obteniendo una medalla de bronce en México 1968 en la prueba por equipos. Ganó una medalla de plata en el Campeonato Mundial de Esgrima de 1970.

## Palmarés internacional
| Juegos Olímpicos   | Juegos Olímpicos          | Juegos Olímpicos  | Juegos Olímpicos  |
| Año                | Lugar                     | Medalla           | Prueba            |
| ------------------ | ------------------------- | ----------------- | ----------------- |
| 1968               | Ciudad de México (México) | Medalla de bronce | Espada por equipo |
| Campeonato Mundial |                           |                   |                   |
| Año                | Lugar                     | Medalla           | Prueba            |
| 1970               | Ankara (Turquía)          | Medalla de plata  | Espada por equipo |